# Elvis Forde
Elvis Forde, född 18 november 1959, är en friidrottare från Barbados. Han deltog vid olympiska sommarspelen 1984 och olympiska sommarspelen 1988.